# KS Studenti
El KS Studenti fue un equipo de fútbol de Albania que jugó en la Superliga de Albania, la primera división de fútbol en el país.

## Historia
Fue fundado en el año 1953 en la capital Tirana como la sección de fútbol de la Universidad de Tirana y por orden del Ministerio de Educación y Deportes de Albania.
Luego de varios años en la Primera División de Albania logra el subcampeonato de la segunda categoría y por primera vez logra el ascenso a la Superliga de Albania en la temporada 1970/71. Su primera temporada en la máxima categoría también fue su despedida luego de terminar en último lugar entre 14 equipos y solo hizo ocho puntos en 26 partidos.
Al finalizar la temporada la Universidad de Tirana decide desaparecer la sección de fútbol y enfocarse en las otras secciones deportivas del club.

## Palmarés
- Primera División de Albania: 0

- Subcampeón: 1

1970/71

## Secciones Activas
| Deporte    | Equipo                      |
| ---------- | --------------------------- |
| Baloncesto | KS Studenti (masculino)     |
| Baloncesto | KS Studenti (femenino)      |
| Voleibol   | Studenti Volley (masculino) |
| Voleibol   | KS Studenti (femenil)       |
| Tiro       | KS Studenti                 |
| Karate     | KS Studenti (desde 2015)    |
| Yudo       | KS Studenti (desde 2016)    |